# 刘迪 (异见人士)
刘迪（1950年7月6日—2011年10月18日），中国持不同政见者。
1976年四五运动时期是广场抗议者的活跃人物，后被报纸点名留“小平头”的家伙，被全国通缉，1976年10月被捕入狱，1977年8月被释放出狱。后参与西单民主墙活动，参与《北京之春》的编辑工作。1980年代，参与创办“北京社会经济科学研究所”基金会。1989年六四事件中，他作为学生顾问，参与抗议活动，于当年7月10日被捕，关押于秦城监狱，1990年4月被释放出狱。2011年10月18日23时51分因肺癌逝世于北京。
其父刘隽湘是中国生物制品学家。